# NK Odžak 102
NK Odžak 102 je nogometni klub iz Odžaka, Bosna i Hercegovina.
Trenutno nastupa u 1. županijskoj ligi Posavske županije.

## Nastupi u Kupu BiH
2005./06.
- šesnaestina finala: NK Odžak 102  – NK Široki Brijeg (I) 0:3

2006./07.
- šesnaestina finala: HNK Orašje (I) – NK Odžak 102 4:1

2008./09.
- šesnaestina finala: NK Široki Brijeg  (I) – NK Odžak 102 9:0